# Ethem Sarısülük
Ethem Sarısülük (* 11. Juli 1986 in Beylice, im Landkreis Sungurlu, Çorum; † 14. Juni 2013 in Ankara) war ein türkischer Demonstrant, der während der Proteste in der Türkei 2013 von der Polizei erschossen wurde. Durch seinen Tod während der Proteste erlangte er internationale Bekanntheit.

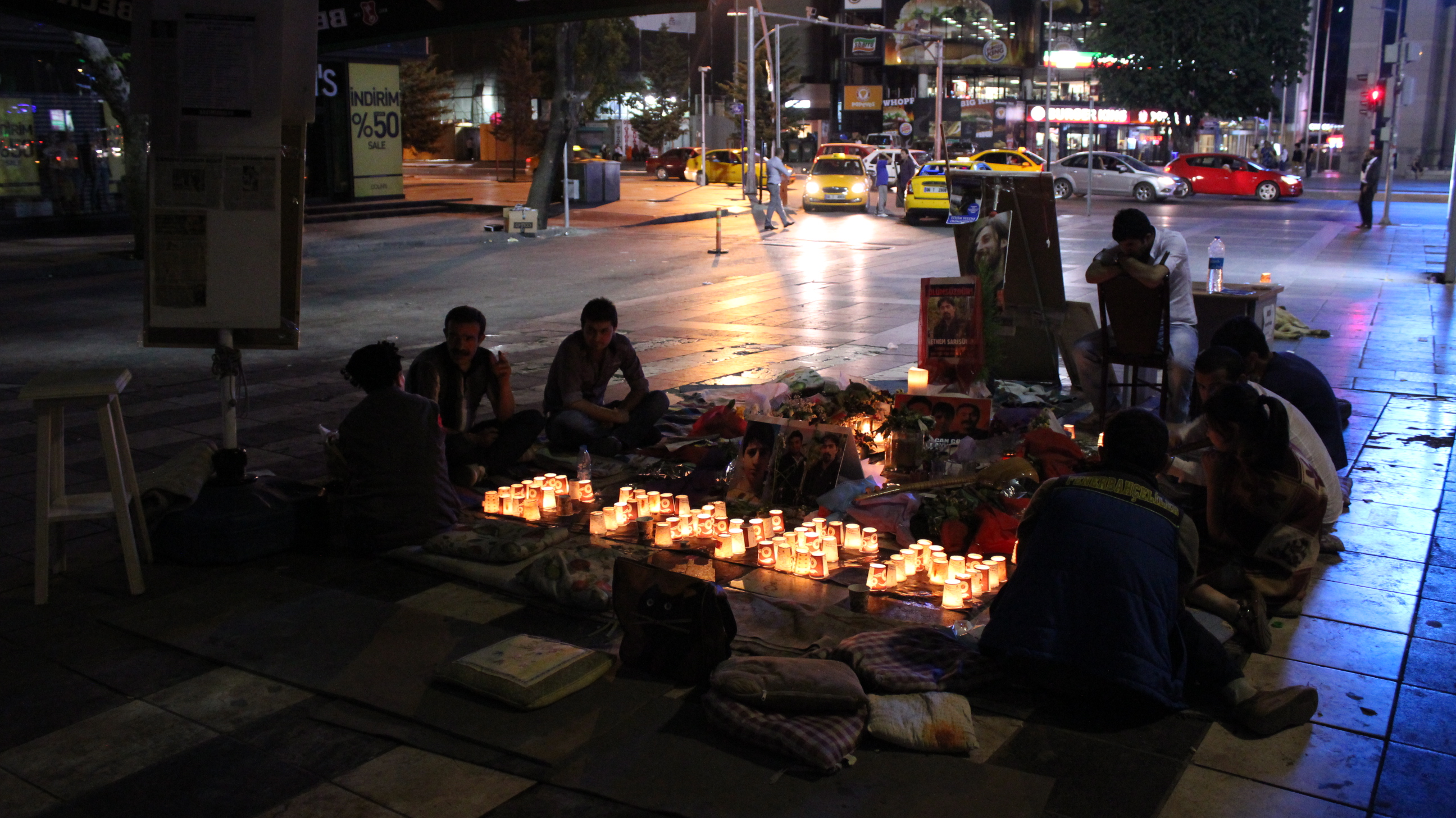
Auf dem Kızılay-Platz bilden Gedenkkerzen an der Stelle, wo Ethem Sarısülük getötet wurde, seinen Namen.

## Leben
Ethem Sarısülük wurde im Jahr 1986 im Dorf Beylice bei Sungurlu geboren; einer Stadt in der Provinz Çorum. Sein Vater war Muzaffer Sarısülük, ein Literaturlehrer, seine Mutter war Sayfı Sarısülük. Ethem war der zweitälteste von fünf Geschwistern. Er hatte drei Brüder und eine Schwester. Die älteste war die Schwester. Die Familie war alevitischen Glaubens. Die Eltern hatten bereits jung geheiratet, als der Vater noch studierte. Nach Ende des Studiums erhielt der Vater eine Anstellung als Lehrer in Siverek. Als er nach Kayseri versetzt werden sollte, kündigte er. Die Familie kehrte nach Çorum zurück. Dort erkrankte der Vater, verließ die Familie und lebte als Einsiedler in der Umgebung. Ein Onkel brachte die Familie nach Ankara. Sie lebte dort in einem Gecekondu. Die Mutter verdiente den Lebensunterhalt als Putzfrau, aber die Familie lebte in ärmlichen Verhältnissen. Ethem besuchte die Grundschule Kınık. Nach der Mittelschule begann er mit der Berufsfachschule Abidinpaşa Endüstri Meslek Lisesi. Dort hatte er Anpassungsschwierigkeiten und verließ die Schule. Dann versuchte Ethem es auf dem Tuzluçayır-Gymnasium. Es fehlte aber Geld für die Schulbücher und er verließ auch diese Schule nach zwei Jahren. Ethem machte seinen Militärdienst in Şemdinli und arbeitete als Ungelernter bei einem Pizza-Bäcker, auf dem Bau, als Lastenträger (hamal) oder im Transportwesen. Er lernte Schweißen, arbeitete als Akkord-Arbeiter und blieb eine Weile in Hakkari. Der jüngere Bruder beschrieb Ethem als zornig und politisch interessiert. Unrecht habe er nicht ertragen. Nach Aussage des Bruders war Sarısülük  regelmäßiger Leser der Zeitung Alınteri. Diese Zeitung entstammt dem Umfeld der illegalen TİKB. Die TİKB selbst ließ hingegen verlauten, Sarısülük  habe als Teil des „Arbeiterverteidigungskomitees“ der TİKB an der Aktion teilgenommen, den „blutrünstigen“ Verantwortlichen für einen tödlichen Arbeitsunfall bei OSTİM zu „bestrafen“. Dabei wurden dem Opfer nach Darstellung von Alınteri laut Erklärung dieses „Arbeiterverteidigungskomitees“ Arme und Beine gebrochen.
Die türkische Presse zeigte ferner Bilder von Sarısülük, wie er sich zwei Wochen vor seinem Tod und im Mai 2013 an gewalttätigen Protesten in Ankara beteiligte. Des Weiteren wurden Bilder Sarısülüks u. a. bei Gedenkfeiern für İbrahim Kaypakkaya oder Mahir Çayan gezeigt.

## Proteste in der Türkei
Am 28. Mai 2013 begann in Istanbul eine Protestwelle gegen ein geplantes Bauprojekt auf dem Gelände des Gezi-Parks. Nach der Eskalation des Konfliktes infolge eines gewaltsamen Polizeieinsatzes am 31. Mai 2013 opponierten Demonstranten in mehreren türkischen Großstädten gegen die als autoritär empfundene Politik der islamisch-konservativen Regierungspartei Adalet ve Kalkınma Partisi (AKP).
Neben Istanbul wurde besonders Ankara Schauplatz anhaltender Proteste und gewalttätiger Auseinandersetzungen mit der Polizei, insbesondere am Kızılay-Platz, im Kuğulu-Park und im Dikmen-Viertel. In Ankara zählten die Proteste zu den durch die Polizei am brutalsten unterdrückten.

## Tod

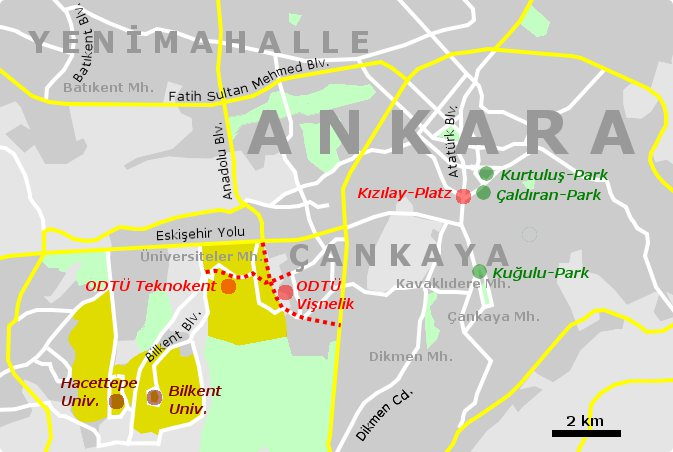
Übersicht zu verschiedenen Protestorten in Ankara.

### Todesumstände
Ethem Sarısülük wurde am 1. Juni während der Gezi-Park-Proteste in Ankaras Güvenpark von einem Bereitschaftspolizisten in den Kopf geschossen und erlag am 14. Juni seinen Wunden. Zuvor hatten Sarısülük und die Gruppe von Demonstranten laut Gutachten Steine auf die Polizei geworfen. Der mit einem roten Tuch maskierte Sarısülük war dabei auch beobachtet worden, wie er Steine einsammelte. Die Demonstranten griffen die Polizei an und brachten sie in starke Bedrängnis, da das Zurückweichen aufgrund der örtlichen Gegebenheiten schwierig war. Der fragliche Polizist löste sich dabei von der Gruppe und bewegte sich auf die Demonstranten zu und trat dabei einen anderen Demonstranten. Er zog seine Waffe und richtete sie in die Höhe. Sarısülük warf einen Stein auf den Polizisten, in dem Moment, in dem er schoss. Bei den ersten beiden Schüssen war der Lauf in die Luft gerichtet, jedoch sehr instabil. Beim dritten Schuss war der Waffenlauf einen Moment bei erhobenem Arm horizontal ausgerichtet. Bereits am Tag der Tat verbreitete sich über die sozialen Medien in der Türkei ein Video, das die Szene der Erschießung Sarısülüks zeigt. Das Video stoppt jeweils bei für den Tathergang relevanten Handlungen des Polizisten.
Die Obduktion des Leichnams fand am 15. Juni 2013 in der Gerichtsmedizin in Ankara statt. Eine Forensikerin nahm auf Bitte der Familie ebenfalls an der Obduktion teil. Der Anwalt der Familie, Kazım Bayraktar, erklärte gegenüber Reportern, dass eine Kugel aus Sarısülüks Kopf entfernt wurde und merkte an, dass die Entfernung des Projektils von einem Staatsanwalt aufgenommen wurde, der ebenfalls an der Obduktion teilgenommen hatte. Die Ermittlungen seien zu diesem Zeitpunkt noch nicht abgeschlossen und der Obduktionsbericht noch vertraulich.
Eine Trauerfeier in Ankara als Auftakt des letzten Geleits von Ethem Sarısülük am 16. Juni 2013 wurde unter massivem Polizeieinsatz gestört, sodass sie nicht wie geplant stattfinden konnte. Der Trauerzug aus Batıkent wurde nicht zum Kızılay-Platz durchgelassen, daher wurde der Leichnam in ein Cemevi gebracht.
Am 23. Juni 2013 wurden neue Videobilder der Straßenkampfszenen aus Ankara von Anadolu Ajansi veröffentlicht. Die Bilder zeigen, wie Demonstranten mit Schilden bewehrte Polizisten durch Steinwürfe zum Rückzug zwingen. Auch die Szene, in der ein Polizist drei Schüsse in die Luft abgibt und ein Demonstrant beim dritten Schuss zu Boden stürzt, wird aus einem anderen Winkel als in dem bis dahin bekannten Videos gezeigt. Die Veröffentlichung von Bildern einer Polizeikamera folgte am 26. Juni 2013.
Es gibt unterschiedliche Angaben über den Todestag Ethem Sarısülüks. Nach Angaben des behandelnden Numune-Krankenhauses in Ankara trat der endgültige Tod am 14. Juni um 15.15 Uhr ein. Andere Medien hatten den Tod bereits 11 Tage zuvor gemeldet.
Am 16. Juni kam Sarısülüks Leichnam in seinem Heimatdorf an. Mehrere Tausend Menschen gaben ihm das letzte Geleit. Er wurde dort noch am selben Abend begraben.

### Ermittlungen gegen den tatverdächtigen Polizeibeamten
Der Anwalt der Familie Sarısülük, Kazim Bayraktar, erklärte gegenüber den Medien, es sei eine Spurensicherung am Tatort durchgeführt und mit Zeugen über den Tathergang gesprochen worden. Er habe sich die Aufnahmen der Überwachungskamera angesehen, die deckungsgleich mit dem am Tattag veröffentlichten Video seien. Der Polizist habe in Anwesenheit seines Vorgesetzten gehandelt. Polizeikräften würden Schusswaffen und Munition mit einer Registration ausgehändigt, die immer aufgenommen werde, wenn eine Schusswaffe oder Munition während eines Einsatzes verwendet werden. Dadurch sei ein Schütze innerhalb der Polizei immer identifizierbar. Das Hauptquartier der Polizei in Ankara habe den Namen des Polizisten, der am 1. Juni Ethem Sarısülük in Ankara in den Kopf geschossen habe, jedoch nicht dem Staatsanwalt übermittelt, obwohl der mit den Ermittlungen des Falles betraute Staatsanwalt den Polizeibehörden bereits in der Woche vom 3. bis zum 9. Juni eine offizielle Anforderung zur Identifizierung des betreffenden Polizeibeamten vorgelegt habe. Der Anwalt der Familie warf der Polizei wegen Verweigerung des Namens des Polizisten daraufhin „Verschleierung und Beihilfe“ im Zusammenhang mit einem Verbrechen vor und fürchtete, dass die Vertuschung dazu beitragen könne, dass sich solche Vorfälle wiederholten. Auch einer offiziellen Anforderung der Staatsanwaltschaft für einen ausführlichen Sachverständigenbericht und Einsicht in die Videoaufnahmen seien die Polizeibehörden nicht nachgekommen. Ebenso werde behauptet, dass die leere Patronenhülse zu dem Schuss auf Sarısülük noch nicht gefunden worden sei.
Am 18. Juni wurden Details aus der von der Staatsanwaltschaft angeordneten Untersuchung unter Berücksichtigung von Zeugenaussagen und Auswertung der Aufnahmen der Überwachungskameras bekannt. Demnach habe Ethem Sarısülük kein Querschläger, sondern ein gezielter Schuss in den Kopf getroffen. Nach Analyse der Bilder habe der Polizist aus einer Entfernung von 4,8 Metern geschossen. Nach dem vorläufigen Obduktionsbericht sei ein Projektil vom Kaliber 9 mm in Schädel und Gehirn eingedrungen.
Am 24. Juni, 23 Tage nach der Erschießung Ethem Sarısülüks, beantragte der zuständige Staatsanwalt den Erlass des Untersuchungshaftbefehls durch den Friedensrichter. Gleichentags wurde der unter dem Verdacht des Totschlags (Art. 81 tStGB) stehende Polizeibeamte, der nun namentlich bekannt wurde, dem Ermittlungsrichter vorgeführt und unter gerichtliche Kontrolle (Art. 109 Abs. 1, 3 lit. a, b tStPO) gestellt. Der Polizist erhielt Ausreiseverbot und muss sich wöchentlich auf der Wache melden. Der Richter habe entschieden, dass der Polizist nach dem Stand der Ermittlungen in Notwehr (meşru savunma) gefeuert habe und daher auf freien Fuß zu setzen sei. Er hatte ausgesagt, die Demonstranten hätten ihn attackiert, getreten und ihm seinen Helm und Schlagstock fortgenommen. Er habe dann in Notwehr und aus Angst vor Lynchjustiz in die Luft geschossen.
Der Polizist sagte ferner aus, ein Stein habe sein Handgelenk beim Schießen getroffen und könne dadurch die Ausrichtung des Laufs seiner Waffe geändert und auf den Kopf des Opfers gerichtet haben. Er habe jedoch aus Selbstschutz gehandelt und nicht gezielt geschossen. Der zuständige Richter verteidigte seine Entscheidung der Freilassung des Angeklagten als Gewissensentscheidung. Die Beschwerde der Familie gegen die Entscheidung des Richters wurde abgewiesen. Der Polizist, der nach Urfa versetzt wurde, musste sich wegen Tötung infolge fahrlässiger Überschreitung der Notwehrgrenzen vor der 6. Großen Strafkammer in Ankara verantworten. Er nahm mit Perücke und Sonnenbrille verkleidet an den Verhandlungen teil. Bei einer Verhandlung war er per Videokonferenz zugeschaltet. Er wurde zu sieben Jahren, acht Monaten und zehn Tagen Haft verurteilt. Ein Anwalt der Nebenkläger kündigte Revision vor dem Yargıtay an.

## Nachwirken
Alınteri gab ein Buch über Sarısülük heraus. Es heißt Halkın yoldaşı Ethem Sarısülük (etwa: „Ethem Sarısülük, Genosse des Volkes“). Darin sammelte Tahsin Yılmaz nach eigener Darstellung Aussagen von Familienmitgliedern, Kollegen, Genossen, Freunden, Anwälten, Zeugen seines Todes und Leuten, die mit ihm auf den Barrikaden kämpften.
Am 9. Juli teilten Mustafa Sarısülük und seine Frau über Twitter mit, die Polizei habe Razzien in den Häusern von Familienmitgliedern Ethem Sarısülüks durchgeführt und einen Drohbrief hinterlassen, der ihnen Haft androhte, weil sie „zuviel redeten“.
Schon früh wurde der Tod Ethem Sarısülüks als vertontes Gedicht besungen. So sang Alpay in dem Lied Ethem’in Sessiz Çığlığı zum Gedicht Vasiyet von Hüseyin Fehmi İnci und zur Musik von Alper Kömürcü: „Na gut, na gut, ich wurde besiegt, ihr habt mich geschlagen, aber ich habe gewonnen, ihr habt verloren“.
Der Tod von Ethem Sarısülük wurde von Seiten der Union der revolutionären Kommunisten der Türkei (TİKB) bereits am 12. Juni 2013 in den Kontext eines aufopfernden Kampfes zwischen Proletariat und Neoliberalismus gestellt: „Genosse Ethem war an der Frontlinie des seit Tagen Stellung für Stellung gefochtenen Kampfes gegen die Anmaßung und den Terror des faschistischen Staates, der durch die neo-liberale kapitalistische Ausbeutungs- und Plünderungspolitik genährt wird. […] Die Arbeiterklasse hat einen tapferen Sohn verloren, der alles, was er besaß, hingebungsvoll seiner Klasse gewidmet hat, einschließlich seines Lebens.“
Forenteilnehmer des Çaldıran-Parks in Ankara forderten, den Çaldıran-Park in „Ethem-Sarısülük-Park“ umzubenennen. Laut Erklärung des Bürgermeisters der Gemeinde Çankaya in Ankara vom 2. Juli entschied die Gemeindesitzung in Çankaya daraufhin, vier neue Parks des Stadtteils nach den Namen der bei den Protesten umgekommenen Demonstranten Ethem Sarısülük, Mehmet Ayvalıtaş und Abdullah Cömert beziehungsweise des Polizeibeamten Mustafa Sarı zu benennen. Die offizielle Umbenennung des Çaldıran-Parks in Ankara-Çankaya (Kolej) als Ethem-Sarısülük-Park wurde daraufhin am 6. Juli von der Gemeinde Yenimahalle auf Antrag der Bevölkerung aus Ankara-Batıkent mit und mit Erlaubnis der Angehörigen Ethem Sarısülüks aus Ankara-Batıkent feierlich vollzogen und die Parkbeschilderung von städtischen Angestellten entsprechend umgesetzt. Nach der Parkeröffnung am 7. Juli unter Teilnahme des Stellvertretenden Bürgermeisters von Yenimahalle, der Batıkent Dayanışma Platformu (Batıkent-Solidaritätsplattform) und der Familie Ethem Sarısülüks, an der Tausende Menschen teilnahmen, fand eine von der Batıkent-Solidaritätsplattform organisierte Gedenkveranstaltung im Vedat-Dalokay-Park in Ankara-Batıkent statt, an der Künstler wie Tolga Sağ, Fevzi Kurtuluş Gülseren Kılıç, die Musik-Ensembles Grup Günyüzü und Grup Yeniden sowie Hasan Tatar auftraten.